# Faktang
Faktang (nepalski: फक्ताङ) – gaun wikas samiti we wschodniej części Nepalu w strefie Sagarmatha w dystrykcie Khotang. Według nepalskiego spisu powszechnego z 2001 roku liczył on 394 gospodarstw domowych i 2250 mieszkańców (1127 kobiet i 1123 mężczyzn).